# Akons diskografi
Detta är hiphop- och R&B-sångaren Akons diskografi.

## Album

Akon under ett uppträdande.

| År   | Album                                                                   | Listplacering | Listplacering | Listplacering | Listplacering | Listplacering | Listplacering | Listplacering | Försäljningssiffror                                                                                            |
| År   | Album                                                                   | U.S.          | UK            | AUS           | Tys           | FR            | KAN           | WW            | Försäljningssiffror                                                                                            |
| ---- | ----------------------------------------------------------------------- | ------------- | ------------- | ------------- | ------------- | ------------- | ------------- | ------------- | --- |
| 2004 | Trouble - Första studioalbumet - Släppt: 29 juni 2004 - Format: CD      | 18            | 1             | 12            | 24            | 11            | 26            | 12            | RIAA certification: Platinum Antal ex sålda i USA: 1,6 miljoner Antal ex sålda i resten av världen: 4 miljoner |
| 2006 | Konvicted - Andra studioalbumet - Släppt: 14 november 2006 - Format: CD | 2             | 16            | 16            | 23            | 7             | 4             | 2             | RIAA certification: 3x Platinum Antal ex sålda i USA: 2 748 985 Antal ex sålda i resten av världen: 4 miljoner |
| 2008 | "Freedom" - Tredje studioalbumet - Släppt: 2 december 2008 - Format: CD | 7             | -             | -             | -             | -             | -             | -             | RIAA certification: 110 000 kopior första veckan.                                                              |
| 2019 | "El Negreeto" - Tredje studioalbumet - Släppt: 2019 - Format: CD        |               | -             | -             | -             | -             | -             | -             | |

## Singlar

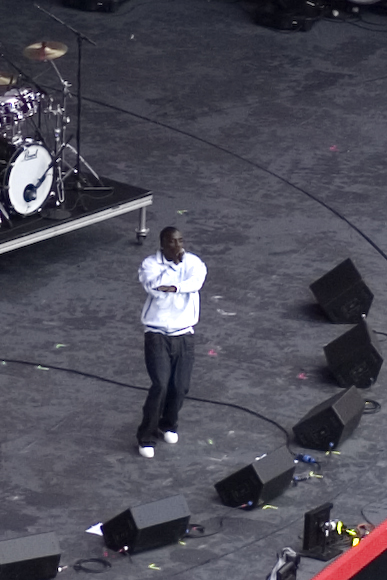
Akon i New Jersey

| År   | Namn                                | Listplacering | Listplacering | Listplacering | Listplacering | Listplacering | Listplacering | Listplacering | Album     |
| År   | Namn                                | U.S.          | U.S. R&B      | UK            | AUS           | DEU           | FRA           | WW            | Album     |
| ---- | ----------------------------------- | ------------- | ------------- | ------------- | ------------- | ------------- | ------------- | ------------- | --------- |
| 2004 | "Locked Up" (feat. Styles P & Azad) | 8             | –             | 4             | 33            | 15            | 12            | 35            | Trouble   |
| 2005 | "Ghetto"                            | 92            | –             | –             | –             | –             | –             | –             | Trouble   |
| 2005 | "Lonely"                            | 4             | –             | 1             | 1             | 1             | 2             | 3             | Trouble   |
| 2005 | "Belly Dancer (Bananza)"            | 30            | –             | 5             | 23            | 32            | 45            | 36            | Trouble   |
| 2005 | "Pot of Gold"                       | –             | –             | 77            | –             | 95            | –             | –             | Trouble   |
| 2006 | "Smack That" (feat. Eminem)         | 2             | 34            | 1             | 2             | 5             | 4             | 2             | Konvicted |
| 2006 | "I Wanna Love You" (med Snoop Dogg) | 1             | 3             | 3             | 6             | 14            | –             | 4             | Konvicted |
| 2007 | "Don't Matter" 1                    | 1             | 5             | 3             | 9             | 29            | 6             | 6             | Konvicted |
| 2007 | "Mama Africa"                       | –             | –             | 47            | –             | –             | –             | –             | Konvicted |
| 2007 | "Sorry, Blame It on Me" 1           | 7             | –             | 22            | 30            | –             | –             | 25            | Konvicted |
| 2007 | "Never Took the Time" 2             | –             | –             | –             | –             | –             | –             | –             | Konvicted |
| 2008 | "I Can't Wait" (feat. T-Pain) 1     | –             | –             | 116           | –             | –             | –             | –             | Konvicted |
| 2008 | "Right Now (NaNaNa)"                | 8             | –             | –             | –             | –             | –             | –             | Freedom   |
| 2008 | "I'm So Paid" (feat. Lil' Wayne) 1  | 31            | –             | –             | –             | –             | –             | –             | Freedom   |
| 2010 | "Angel"                             | –             | –             | -             | –             | –             | –             | –             |           |

## Medverkan
| År   | Namn                                                                                    | Listplaceringar | Listplaceringar | Listplaceringar | Listplaceringar | Listplaceringar | Listplaceringar | Listplaceringar | Album                                     |
| År   | Namn                                                                                    | U.S. Hot 100    | U.S. R&B        | UK              | AUS             | DEU             | FRA             | VV              | Album                                     |
| ---- | --------------------------------------------------------------------------------------- | --------------- | --------------- | --------------- | --------------- | --------------- | --------------- | --------------- | ----------------------------------------- |
| 2005 | "Keep on Calling" (P-Money feat. Akon)                                                  | –               | –               | –               | –               | –               | –               | –               | Magic City                                |
| 2005 | "Baby I'm Back" (Baby Bash feat. Akon) (version europ. featuring Enza of Codefendants)  | 19              | 52              | –               | –               | –               | –               | –               | Super Saucy                               |
| 2005 | "Soul Survivor" (Young Jeezy feat. Akon)                                                | 4               | 1               | 16              | –               | 74              | –               | 28              | Let's Get It: Thug Motivation 101         |
| 2005 | "Moonshine" (Savage feat. Akon)                                                         | –               | –               | 9               | –               | –               | –               | –               | Moonshine                                 |
| 2006 | "Girls" (Beenie Man feat. Akon)                                                         | –               | 47              | –               | –               | –               | –               | –               | Undisputed                                |
| 2006 | "Snitch" (Obie Trice feat. Akon)                                                        | –               | 47              | 44              | 39              | –               | 58              | –               | Second Round's on Me                      |
| 2006 | "I Am Not My Hair" (India.Arie feat. Akon)                                              | 97              | –               | 65              | –               | –               | –               | –               | Testimony: Vol. 1, Life & Relationship    |
| 2007 | "The Sweet Escape" (Gwen Stefani feat. Akon)                                            | 2               | –               | 2               | 2               | 6               | 4               | 1               | The Sweet Escape                          |
| 2007 | "I Tried" 1 (Bone Thugs-n-Harmony feat. Akon)                                           | 6               | –               | 69              | –               | –               | –               | 24              | Strength and Loyalty                      |
| 2007 | "We Takin' Over" (DJ Khaled feat. Akon, T.I., Rick Ross, Fat Joe, Lil Wayne, & Birdman) | 28              | 26              | –               | –               | –               | –               | –               | We the Best                               |
| 2007 | "Bartender" 1 (T-Pain feat. Akon)                                                       | 5               | 9               | –               | –               | –               | –               | 18              | Epiphany                                  |
| 2007 | "The Way She Moves" (Zion feat. Akon)                                                   | 121             | –               | –               | –               | –               | –               | –               | The Perfect Melody                        |
| 2007 | "Speaker" 1 (David Banner feat. Akon, Lil Wayne & Snoop Dogg)                           | –               | 69              | –               | –               | –               | –               | –               | Greatest Story Ever Told                  |
| 2007 | "Sweetest Girl (Dollar Bill)" 1 (Wyclef Jean feat. Akon, Niia, & Lil Wayne)             | 32              | –               | 66              | –               | –               | –               | –               | Carnival Vol. II: Memoirs of an Immigrant |
| 2007 | "Graveyard Shift" 1 (Kardinal Offishall feat. Akon)                                     | –               | –               | –               | –               | –               | –               | –               | Not 4 Sale                                |
| 2007 | "Hypnotized" 1 (Plies feat. Akon)                                                       | 21              | 34              | –               | –               | –               | –               | –               | The Real Testament                        |
| 2007 | "Get Buck in Here" 1 (DJ Felli Fel feat. Diddy, Akon, Ludacris, & Lil' Jon)             | 41              | –               | –               | –               | –               | –               | –               | Go DJ!                                    |
| 2007 | "Certified" 1 (Glasses Malone feat. Akon)                                               | –               | –               | –               | –               | –               | –               | –               | The Beach Cruiser                         |
| 2007 | "I'll Still Kill" 1 (50 Cent feat. Akon)                                                | 95              | 52              | –               | –               | –               | –               | –               | Curtis                                    |
| 2008 | "Dangerous" (Kardinal Offishall feat. Akon)                                             | –               | –               | –               | –               | –               | –               | –               |                                           |

Noteringar:
- 1 Tidigare aktivitet på listan.
- ² Kommer att släppas på listan.

## Singlar producerade av Akon
- 2004: "Locked Up" (Akon feat. Styles P.)
- 2005: "Lonely" (Akon)
- 2005: "Ghetto" (Akon)
- 2005: "Belly Dancer (Bananza)" (Akon)
- 2005: "Pot of Gold" (Akon)
- 2005: "Soul Survivor" (Young Jeezy feat. Akon)
- 2005: "Hypnotized" (Plies feat. Akon)
- 2005: "Baby I'm Back" (Baby Bash featurin Akon)
- 2006: "Snitch" (Obie Trice feat. Akon)
- 2006: "I Am Not My Hair" (India.Arie feat. Akon)
- 2006: "Girls" (Beenie Man feat. Akon)
- 2006: "I Wanna Love You" (Akon with Snoop Dogg)
- 2006: "The Sweet Escape" (Gwen Stefani feat. Akon)
- 2007: "Don't Matter" (Akon)
- 2007: "Never Never" (Brick & Lace)
- 2007: "I Tried" (Bone Thugs-n-Harmony feat. Akon)
- 2007: "Get That Clear (Hold Up)" (Brick & Lace)
- 2007: "The Way She Moves" (Zion feat. Akon)
- 2007: "Sorry, Blame It on Me" (Akon)
- 2008: "What you got" (Colby O Donis) feat. Akon)
- 2008: "Dangerous" (feat. Kardinal Offishall)
- 2008: "Right now (Na Na Na)" (akon)
- 2008: "I'm So Paid" (Feat Young Jeezy And Lil Wayne)
- 2008: "Beautiful" (Feat Colby O'Donis and Kardinal Offishall)

## Musikvideor
- "Operations of Nature"
- "Locked Up"
- "Locked Up (remix)" (feat. Styles P.)
- "Rebel Musik" (Monsieur R feat. Akon)
- "Lonely"
- "Ghetto"
- "Belly Dancer (Bananza)"
- "Pot of Gold"
- "Moonshine" (Savage feat. Akon)
- "Baby I'm Back" (Baby Bash feat. Akon)
- "Soul Survivor" (Young Jeezy feat. Akon)
- "Can You Believe It?" (Styles P feat. Akon)
- "Find Us" (The Beatnuts feat. Akon)
- "I Am Not My Hair (Konvict remix)" (India.Arie feat. Akon)
- "Girls" (Beenie Man feat. Akon)
- "Snitch" (Obie Trice feat. Akon)
- "Ghetto Soldier" (Papoose feat. Akon)
- "Smack That" (feat. Eminem)
- "I Wanna Love You" (with Snoop Dogg)
- "The Sweet Escape" (Gwen Stefani feat. Akon)
- "Don't Matter"
- "I Tried" (Bone Thugs-n-Harmony feat. Akon)
- "We Takin' Over" (DJ Khaled feat. Akon, T.I., Fat Joe, Rick Ross, Birdman, & Lil Wayne)
- "Bartender" (T-Pain feat. Akon)
- "The Way She Moves" (Zion feat. Akon)
- "9mm" (David Banner feat. Akon, Lil Wayne & Snoop Dogg)
- "Sorry, Blame It on Me"
- "Graveyard Shift" (Kardinal Offishall feat. Akon)
- "Sweetest Girl (Dollar Bill)" (Wyclef Jean feat. Akon & Lil Wayne)
- "Hypnotized" (Plies feat. Akon)
- "I'll Still Kill" (50 Cent feat. Akon)
- "I'm So Paid" (Feat Young Jeezy And Lil Wayne)

## Gästinhopp
- 1996 "Fu-Gee-La" (Sly & Robbie remix) (Fugees feat. John Forte & Akon)
- 1999 "Hey Mama" (Don Yute feat. Akon)
- 2000 "What Must I Do" (Lil Zane feat. Akon)
- 2001 "This Boy Here " (Monica feat. Akon)
- 2001 "Sit Down Somewhere" (Que Bo Gold feat. Akon & Rere)
- 2001 "Lil' Buddy" (Que Bo Gold feat. Akon, Rasheeda & Polo)
- 2001 "Block to Block" (Rasheeda feat. Akon)
- 2002 "The New Message" (Kam feat. Akon)
- 2002 "Heart Failure" (Impulss feat. Akon)
- 2004 "Rebel Musik" (Monsieur R feat. Akon)
- 2005 "Make It Hot" (Rasheeda feat. Akon)
- 2005 "Keep Up" (20 East feat. Akon)
- 2005 "Lost Ones" (Hushh Ent feat. Paperboyz & Akon)
- 2005 "Moonshine" (Savage feat. Akon)
- 2005 "Baby I'm Back" (Baby Bash feat. Akon)
- 2005 "No Way Jose" (Baby Bash feat. Akon)
- 2005 "He's Leavin" (Leah Beabout feat. Akon) (unreleased)
- 2005 "Kill The Dance" (Kardinal Offishall feat. Akon)
- 2005 "Psalms 91" (Trinity Chris feat. Akon)
- 2005 "So Cold" (Ric-A-Che feat. Akon)
- 2005 "Look At Me Now" (Norfolk Little feat. Akon)
- 2005 "So Fly" (Blewz feat. Akon)
- 2005 "Little Do They Know" (Allstars feat. Akon)
- 2005 "Soul Survivor" (Young Jeezy feat. Akon)
- 2005 "Soul Survivor (remix)" (Young Jeezy feat. Akon, Boyz n da Hood & Jim Jones)
- 2005 "Can You Believe It" (Styles P feat. Akon)
- 2005 "Back Again" (KAI feat. Akon)
- 2005 "Keep on Callin" (P Money feat. Akon)
- 2005 "Keep on Callin' (remix)" (Sway DaSafo feat. Akon)
- 2005 "Drop" (Milano feat. Akon)
- 2005 "Come Home" (Play-N-Skillz feat. Akon)
- 2005 "Stay Down" (Ruff Ryders feat. Flashy & Akon)
- 2005 "Hustler's Story" (The Notorious B.I.G. feat. Scarface, Big Gee and Akon)
- 2005 "Miss Melody" (Miri Ben-Ari feat. Akon)
- 2005 "Ghetto Soldier" (Miri Ben-Ari feat. Akon and Beenie Man)
- 2005 "Bananza (Belly Dancer remix)" (feat. Kardinal Offishall)
- 2005 "How I Roll" (Juelz Santana feat. Akon
- 2006 "Private" (One Chance ft Akon
- 2006 "She Wanna Ride" (Capone feat. Akon)
- 2006 "Wacha Gonna Do" (Brian McKnight feat. Akon and Juvenile)
- 2006 "Thats All I Know" (Kira feat. Akon, B.I.G., Keith Murray and G-Dep)
- 2006 "Gun In My Hand" (Booba feat. Akon)
- 2006 "Mr. Martin" (Pras Michel feat. Akon)
- 2006 "I Promise You (Akon Pop remix)" (Elvis White feat. Akon)
- 2006 "I Promise You (Akon Club remix)" (Elvis White feat. Akon)
- 2006 "U Got Me" (T-Pain feat. Akon)
- 2006 "Ur Not the Same" (T-Pain feat. Akon)
- 2006 "Party Gets Hot Tonight" (Rah Digga feat. Akon)
- 2006 "Find Us" (The Beatnuts feat. Akon)
- 2006 "Presidential remix" (Youngbloodz feat. Akon)
- 2006 "I Am Not My Hair (Konvict remix) (India.Arie feat. Akon)
- 2006 "Slow Wind Remix" (R. Kelly feat. Akon & Sean Paul)
- 2006 "Never Gonna Get It" (Sean Biggs feat. Topic & Akon)
- 2006 "Some More" (Keith Sweat feat. Akon)
- 2006 "Street Life" (Azad feat. Akon)
- 2006 "Watch Your Movements" (Black Rob feat. Akon)
- 2006 "On the Block All Day" (Serius Jones feat. Akon)
- 2006 "Im Real" (Bleu Davinci feat. Akon)
- 2006 "Hood Times" (Big Adept feat. Akon)
- 2006 "Home Invaders" (Paperview feat. Akon)
- 2006 "Ready To" (Reynos feat. Akon)
- 2006 "Murderer Part II" (Uncle Murda feat. Akon)
- 2006 "Ride Out" (Tru Life feat. Akon)
- 2006 "Clack Clack" (Red Cafe feat. Akon)
- 2006 "Girls" (Beenie Man feat. Akon)
- 2006 "Snitch" (Obie Trice feat. Akon)
- 2006 "Look Me in My Eyes" (Blast feat. Akon)
- 2006 "Let It Clap" (Rasheeda feat. Akon)
- 2006 "I Wonder" (Smitty feat. Akon)
- 2006 "Cross That Line" (Rick Ross feat. Akon)
- 2006 "Ghetto Story Chapter 3" (Cham feat. Akon)
- 2006 "Go To War" (Papoose feat. Akon)
- 2006 "I Wanna F*ck You" (Plies feat. Akon)
- 2006 "Put It on Me" (Blewz feat. Akon)
- 2006 "Watch Out" (DJ Khaled feat. Akon, Styles P, Fat Joe, Rick Ross)
- 2006 "Coulibaly (Akon Remix)" (Amadou and Mariam feat. Akon)
- 2006 "Survivor" (40 Cal. feat. Akon)
- 2006 "Hold on Tight" (Qwes feat. Akon)
- 2006 "Hard" (Balboa[förtydliga] feat. Akon, Jody Breeze & Killer Mike)
- 2006 "Dyoing Dyoing Dyoing" (Ray Black feat. Akon)
- 2006 "Boss' Life" (Snoop Dogg feat. Akon)
- 2006 "Ridin' Overseas" (Chamillionaire feat. Akon)
- 2006 "Plentimo" (Gypsy Stokes feat. Akon)
- 2006 "Gangsta" (Big Floaty feat. Akon)
- 2006 "Exclusive" (Rhatt feat. Akon)
- 2007 "The Sweet Escape" (Gwen Stefani feat. Akon)
- 2007 "The Sweet Escape (Konvict remix)" (Gwen Stefani feat. Akon)
- 2007 "I Tried" (Bone Thugs-n-Harmony feat. Akon)
- 2007 "Never Forget Me" (Bone Thugs-n-Harmony feat. Akon)
- 2007 "Dubhop" (Tariq L feat. Akon)
- 2007 "We Do" Ginuwine feat. 404 Soldierz & Akon}
- 2007 "Be Easy" (G.A.G.E. feat. Akon)
- 2007 "What I'm Gonna Do" (G.A.G.E. feat. Akon)
- 2007 "On Me" (Lil Fizz feat. Akon)
- 2007 "Ok" (Brasco feat. Akon)
- 2007 "Natural Born Hustler" (Trey Songz feat. Akon)
- 2007 "I'm So Fly" (Juvenile feat. Akon)
- 2007 "Exhausted From Ballin" (Kasual feat. Akon)
- 2007 "We Takin' Over" (DJ Khaled feat. Akon, T.I., Rick Ross, Fat Joe, Birdman, & Lil Wayne)
- 2007 "We Takin' Over (remix) (DJ Khaled feat. Akon, Lil Kim, R. Kelly, T-Pain & Young Jeezy)
- 2007 "The Sweet Escape (Konvict Remix)" (Gwen Stefani feat. Akon)
- 2007 "Kalifornia" (Yukmouth feat. Akon (samples hook from 'The New Message')
- 2007 "Nobody (Don't Matter) (Official remix)" (Nivea feat. Akon)
- 2007 "Nobody (Don't Matter)" (Candace Jones feat. Akon)
- 2007 "I Wanna Fuck You (remix)" (Snoop Dogg feat. Akon)
- 2007 "Eyes on You" (Styles P feat. Akon)
- 2007 "Change Up" (Fabolous feat. Akon)
- 2007 "Naturel Charm" (Trey Songz feat. Akon)
- 2007 "Untitled" (Foxy Brown feat. Akon)
- 2007 "The Way She Moves" (Zion feat. Akon)
- 2007 "Do You Feel Me" (Rosco feat. Akon and Jadakiss)
- 2007 "Bartender" (T-Pain feat. Akon)
- 2007 "Bartender (remix)" (T-Pain feat. Akon & Ghostface Killah)
- 2007 "Gangsta Bop" (The Game feat. Akon)
- 2007 "You'll Never Forget Me" (Gwop Gang feat. Akon)
- 2007 "Speaker" (David Banner feat. Akon, Lil Wayne & Snoop Dogg)
- 2007 "Who the Fuck Is That" (Dolla feat. Akon & T-Pain)
- 2007 "On My Trail" (L.A. feat. Akon)
- 2007 "Club Rockin" (Cardan feat. Akon)
- 2007 "Paradise" (Quiarre Lee feat. Akon)
- 2007 "Bring it On" (Daddy Yankee feat. Akon)
- 2007 "I'll Still Kill" (50 Cent feat. Akon)
- 2007 "Keep on Callin" (Joell Ortiz feat. Akon)
- 2007 "Outlaw" (40 Cal. feat. Akon)
- 2007 "By My Side" (Tugg Boat feat. Akon)
- 2007 "That's Right" (Three 6 Mafia feat. Akon)
- 2007 "Graveyard Shift" (Kardinal Offishall feat. Akon)
- 2007 "The Verdict" (Juvenile feat. Akon)
- 2007 "Street Riders" (The Game feat. Akon & Nas)(2007, 2008)
- 2007 "Certified" (Glasses Malone feat. Akon)
- 2007 "Get Buck In Here" (Felli Fel feat. Diddy, Ludacris, Lil Jon & Akon)
- 2007 "Presentation" (Munga feat. Akon)
- 2007 "Sweetest Girl (Dollar Bill)" (Wyclef Jean feat. Akon, Lil Wayne & Nia)
- 2007 "Sweetest Girl (remix)" (Wyclef Jean feat. Akon, Lil Wayne & Raekwon)
- 2007 "On tha Block" (Gonzoe feat. Akon & Rosco Umali)
- 2007 "Back on the Block" (Beanie Sigel feat. Akon)
- 2007 "All I Know" (Hell Rell feat. Akon)
- 2007 "Ni Sohniye" (Kidd Skilly feat. Akon)
- 2007 "Hypnotized" (Plies feat. Akon)
- 2007 "Messed Up" (Chingy feat. Akon)
- 2007 "What's Love" (Shaggy feat. Akon)
- 2007 "Natural Born Hustla" (Cyssero feat. Akon, 4 Corners & killaQueenz)
- 2007 "Losing It" (Rock City feat. Akon)
- 2007 "Clear the Air" (Busta Rhymes feat. Akon & Shabba Ranks)
- 2007 "Soldier" (Tiken Jah Fakoly feat. Akon)
- 2007 "Do Right" (Mario feat. Akon)
- 2007 "What You Got" (Colby O Donis feat. Akon)
- 2007 "That's Me" (Big Adept ft Akon)
- 2007 "On The Run" (Brisco ft. Flo-Rida and Akon)
- 2007 "Criminal Mind" (Rick Ross ft Akon)
- 2007 "Rush" (Akon ft Kardinal Offishall)
- 2007 "Wanna Be Startin Something"
- 2007 "Work It (Doing Doing)" (Earl Ray feat. Akon)
- 2008 "Wanna Be Startin' Somethin'" (Michael Jackson and Akon)
- 2008 "Dangerous" feat. Kardinal Offishall
- 2008 "Get Low wit it" Feat Romeo
- 2009 "Dream Girl" (Tay Dizm feat. Akon)
- 2009 "Day Dreaming" (DJ Drama feat. Akon, Snoop Dogg & T.I.)
- 2010 Dirty Situation Feat Mohombi
- 2016 Picky Picky ( remix ). Featuring, Joey Montana, Mohombi.

## Osläppta låtar
- 1996 "Operations of Nature"
- 2006 "Me Myself & I"
- 2007 "Struggle Everyday"
- 2007 "Don't Tease Me"